# Sangiaccato di Karasi
Il Sangiaccato di Karasi (in turco Karesi Sancağı) era uno dei sangiaccati (sanjak o liva) dell'Impero ottomano.

## Storia
Il sangiaccato fu creato intorno al 1341 nella regione in cui si trovava il principato dei Karasidi (Karesioğulları), il primo beilicato ad aggiungersi al nascente Impero ottomano. Orhan Gazi fece del beilicato di Karesi un sangiaccato ottomano di frontiera con Biga come centro e sotto la guida di Suleiman Pasha, un ardente sostenitore della guerra di frontiera (ghaza).
Nel corso della sua storia fece parte nei seguenti enti amministrativi: nell'Eyalet di Anatolia, nell'Eyalet di Hüdavendigâr e in seguito alle riforme amministrative del 1867 nel Vilayet di Hüdavendigâr. Dal 1881 al 1888 formò il vilayet di breve durata di Karesi.
Il sangiaccato scomparve con il crollo dell'Impero ottomano, dopo la firma del Trattato di Losanna nel 1923. Il suo territorio corrisponde con le odierne province turche di Balıkesir, Çanakkale (parte asiatica) e Izmir (parte settentrionale).
Dopo la proclamazione della Repubblica di Turchia, in accordo con la decisione presa dall'Assemblea nel 1926 di "abrogare i nomi delle province appartenenti alle dinastie", il nome Karesi fu cambiato e al suo posto si iniziò ad usare Balıkesir.

## Divisioni amministrative
Al 1909 il sangiaccato di Karasi era diviso nelle seguenti kaza (distretti):
- Kaza di Balıkesir;
- Kaza di Edremit;
- Kaza di Erdek;
- Kaza di Ayvalık;
- Kaza di Balya;
- Kaza di Bandırma;
- Kaza di Burhaniye;
- Kaza di Sındırgı;
- Kaza di Gönen.